# Afiliado
Afiliado es aquella persona u organización social, que decide inscribirse en una obra social, en un partido político, en una Administradora de Fondos de Jubilaciones y Pensiones, en una empresa prestataria de salud y/o en cualquier organización civil o empresarial, que requiera la afiliación a la institución, para ejercer derechos y obtener beneficios

## Partidos políticos
Los partidos políticos llevan un padrón de afiliados, donde están registrados alfabéticamente todos los nombres de los ciudadanos por nombre y apellidos, documento de identidad y sexo, de aquellos que integran esa condición, la que debe ser aprobada, previa presentación en una ficha (llamada ficha de afiliación), donde constan todos los datos filiatorios del ciudadano que decidió afiliarse al partido político, la justicia electoral exige un mínimo de afiliados para reconocer legalmente al partido político, esto se hace mediante un porcentaje, tomado del total del padrón general de ciudadanos habilitados a votar en un distrito, ciudad, provincia o nación.

## Tipos de organizaciones que requieren afiliación
- Partidos políticos
- Político
- Ciencia política
- Teatros
- Obra social
- Entes religiosos